# Univerza v Chicagu
Univerza v Chicagu  je ameriška zasebna univerza s sedežem v Chicagu, Illinois, ZDA. Sestavlja jo Kolidž Univerze v Chicagu, šest višješolskih ustanov in šola stalnega izpopolnjevanja. V različne dodiplomske in podiplomske programe je vpisanih skupno okrog 15.000 študentov.
Univerzo je leta 1890 ustanovilo Ameriško baptistično združenje za izobrazbo (American Baptist Education Society) s pomočjo donacije magnata in filantropa Johna D. Rockefellerja. Glavni kampus se nahaja približno 10 km južno od centra Chicaga, razprostira se na 85 hektarih površine.